# يوشيتسوغو هارادا
يوشيتسوغو هارادا هو سياسي ياباني، ولد في 2 فبراير 1952 في يايزو في اليابان. نشط حزبياً في الحزب الليبرالي الديمقراطي الياباني. وقد انتخب عضو مجلس النواب الياباني ‏.